# 杜布罗夫尼克民族志博物馆

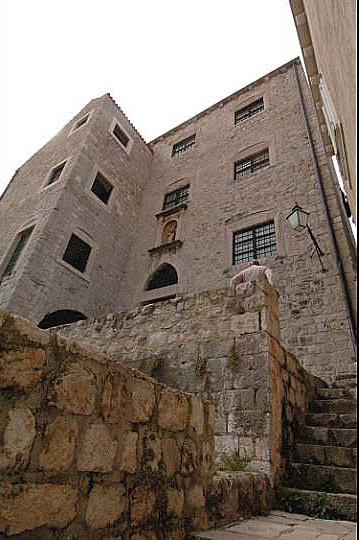

杜布罗夫尼克民族志博物馆（Etnografski muzej u Dubrovniku）是克罗地亚杜布罗夫尼克的一座博物馆，位于鲁佩街（ulici Od Rupa）3号，老城粮仓的遗址上。
粮仓建于1590年。它位于城市最古老的部分Lave岛上。该建筑由拉古萨共和国政府建造，用于保护城市的粮食储备。谷物放置在底楼用石头刻出的15个大槽井中。
这座建筑已经过翻修。底楼保持原貌，三口井用栅栏围起来。博物馆的常设展览包括杜布罗夫尼克地区的传统文化展品。二楼展出经济和物质文化部分，三楼展出精神文化展品：民俗服饰、纺织品、民俗、花边和展示风俗的展品。
从1987年12月到1989年10月，粮仓改建为博物馆，1991年开放。收藏品总价值1,694,469.28美元。博物馆占地面积1263平方米。